# Ferrolho telescópico

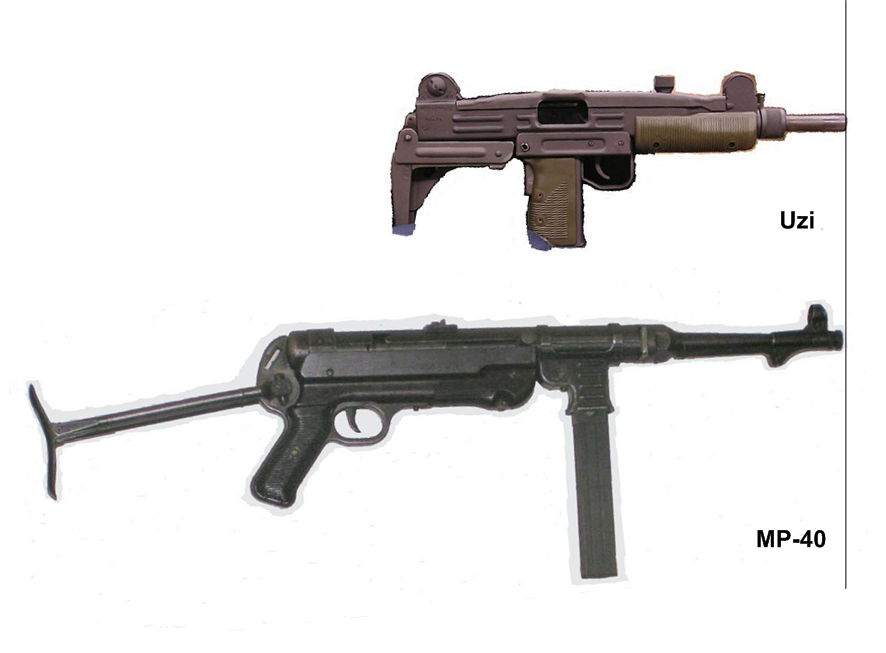
Duas submetralhadoras de 9x19mm com canos de 250mm (10"), uma Uzi (com ferrolho telescópico) e uma MP40 (sem), mostrando a compacidade que um mecanismo telescópico permite.

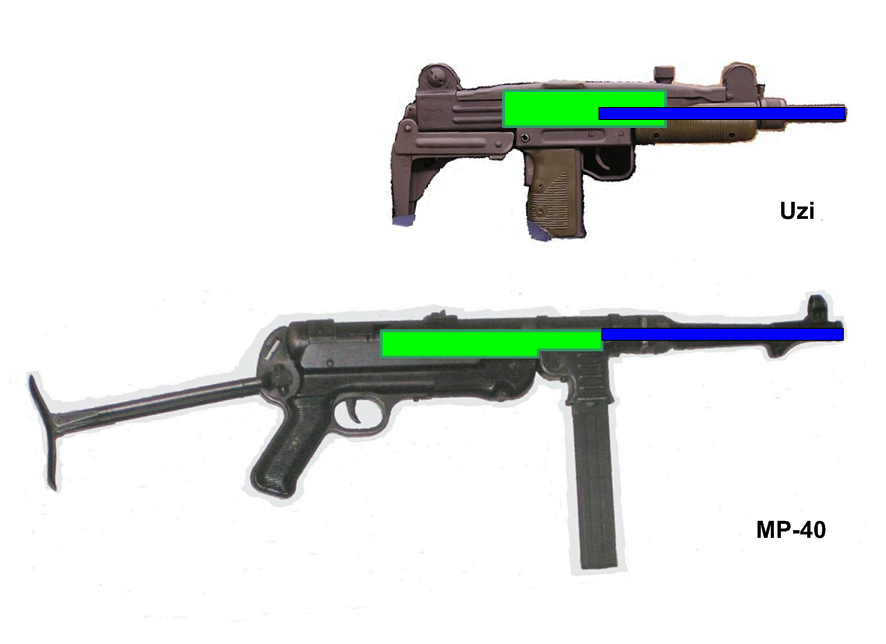
Mecanismos internos das submetralhadoras acima. Os canos são azuis, os ferrolhos são verdes.

Um ferrolho telescópico (também conhecido como ferrolho suspenso) é um ferrolho de arma de fogo que se estende telescopicamente, ou seja, envolve e passa pela extremidade da culatra do cano. Esse recurso reduz significativamente o comprimento necessário de uma arma, como uma submetralhadora, e permite que os projetos raiados sejam equilibrados em torno do cabo da pistola de uma forma que forneça a capacidade de apontar semelhante à de uma pistola.
Embora seja mais simples e fácil encurtar o ferrolho para caber completamente atrás da culatra, o ferrolho deve ter uma certa quantidade de massa para operar de forma confiável com um determinado calibre. O ferrolho telescópico move parte dessa massa para a frente da face do ferrolho, resultando em um ferrolho que pode ser mais longo no geral, mas é mais curto atrás da face do ferrolho.
Embora tecnicamente um conceito diferente e distinto, quase todas as submetralhadoras telescópicas usam um carregador localizado no punho da pistola usado para segurar e disparar a arma. No entanto, existem armas de fogo por recuo de gases com o carregador localizado no punho que não utilizam ferrolho telescópico, tal como o Kel-Tec SUB-2000.

## História
O conceito de ferrolho telescópico apareceu pela primeira vez em armas de porte semiautomáticas por volta da virada do século XX. Essas pistolas, a partir da FN M1900 e até hoje, geralmente apresentam uma corrediça, que atua tanto como uma cobertura de cano quanto como ferrolho. Além disso, uma pistola de bolso belga patenteada em 1909 apresentava um ferrolho cilíndrico enrolado no cano em vez de uma corrediça agora convencional, que às vezes é considerada o primeiro projeto de ferrolho telescópico de fato.
O primeiro modelo de produção de submetralhadora usando o conceito de ferrolho telescópico foi o tchecoslovaco Cz 23, também conhecida como Sa.23 ou série vz.48b, produzida pela primeira vez em 1948. Essas submetralhadoras usam um ferrolho telescópico cilíndrico com cano centralizado. Embora amplamente exportado no Terceiro Mundo, a série Cz 23 não era muito conhecida no Ocidente.
O primeiro exemplo popularmente conhecido foi a submetralhadora Uzi, projetada em Israel por Uziel Gal, um projetista inspirado na série Cz 23. Ela usa um ferrolho retangular, com um cano que é deslocado para a parte inferior do ferrolho. Essa configuração coloca o eixo de recuo mais baixo, aumentando a controlabilidade da arma em disparo automático. A Uzi foi projetada em 1948, depois que os primeiros modelos do Cz 23 foram vistos, e entrou em serviço em 1954 (após a adoção oficial em 1951).
O ferrolho telescópico foi posteriormente usado em uma ampla variedade de projetos de submetralhadoras.

## Comparações
Como demonstram os diagramas de imagem, o conceito básico de um ferrolho telescópico com o carregador bem no punho produz armas significativamente mais compactas. Esses diagramas mostram a submetralhadora MP40 de projeto de 1938 (serviço de 1939), que tem 630mm (25 polegadas) de comprimento com a coronha dobrada, pesando quatro quilos (8,8 libras) e tendo um cano de 251mm (9,9 polegadas) enquanto a Uzi (de materiais e tecnologia de produção similares), um projeto de 1948 (adoção de 1951 com serviço de 1954), que tem 470mm (19 polegadas) de comprimento com a coronha dobrada, pesando 3,5kg (7,7 libras) e um cano de 260mm (10,2 polegadas).
Utilizando nada mais do que uma mudança de configuração e os mesmos materiais e tecnologias de fabricação, a Uzi é 500 gramas (1,1lb) mais leve e 160mm (6 polegadas) mais curta.

## Exemplos
- Série Cz 23
- Uzi
- Cellini-Dunn SM-9/SM-90
- MGP-15
- MAC-10
- Alfa GPI
- Metralhadora Pátria
- Steyr MPi 69 e MPi 81